# Vladimir Firm
Vladimir Firm (Zagabria, 5 giugno 1923 – Zagabria, 27 novembre 1996) è stato un calciatore jugoslavo, di ruolo attaccante.

## Statistiche

### Cronologia presenze e reti in nazionale
| Cronologia completa delle presenze e delle reti in nazionale ― Jugoslavia | Cronologia completa delle presenze e delle reti in nazionale ― Jugoslavia | Cronologia completa delle presenze e delle reti in nazionale ― Jugoslavia | Cronologia completa delle presenze e delle reti in nazionale ― Jugoslavia | Cronologia completa delle presenze e delle reti in nazionale ― Jugoslavia | Cronologia completa delle presenze e delle reti in nazionale ― Jugoslavia | Cronologia completa delle presenze e delle reti in nazionale ― Jugoslavia | Cronologia completa delle presenze e delle reti in nazionale ― Jugoslavia |
| Data                                                                      | Città                                                                     | In casa                                                                   | Risultato                                                                 | Ospiti                                                                    | Competizione                                                              | Reti                                                                      | Note                                                                      |
| ------------------------------------------------------------------------- | ------------------------------------------------------------------------- | ------------------------------------------------------------------------- | ------------------------------------------------------------------------- | ------------------------------------------------------------------------- | ------------------------------------------------------------------------- | ------------------------------------------------------------------------- | ------------------------------------------------------------------------- |
| 22-6-1947                                                                 | Bucarest                                                                  | Romania                                                                   | 1 – 3                                                                     | Jugoslavia                                                                | Coppa dei Balcani                                                         | -                                                                         |                                                                           |
| 14-9-1947                                                                 | Tirana                                                                    | Albania                                                                   | 2 – 4                                                                     | Jugoslavia                                                                | Coppa dei Balcani                                                         | -                                                                         | 32’                                                                       |
| 11-12-1949                                                                | Firenze                                                                   | Jugoslavia                                                                | 3 – 2 dts                                                                 | Francia                                                                   | Qual. Mondiali 1950                                                       | -                                                                         |                                                                           |
| Totale                                                                    |                                                                           | Presenze                                                                  | 3                                                                         |                                                                           | Reti                                                                      | 0                                                                         |                                                                           |

## Palmarès

### Club
- Campionato jugoslavo: 1

Partizan: 1946-1947, 1948-1949
- Coppa di Serbia: 1

Partizan: 1946-1947

### Nazionale
- Argento olimpico: 1

Helsinki 1952